# Liste der denkmalgeschützten Objekte in Schlierbach (Oberösterreich)
Die Liste der denkmalgeschützten Objekte in Schlierbach enthält die 9 denkmalgeschützten, unbeweglichen Objekte der Gemeinde Schlierbach im Bezirk Kirchdorf (Oberösterreich).

## Denkmäler
| Foto |                 | Denkmal                                                                                             | Standort                                                  | Beschreibung | Metadaten |
| ---- | --------------- | --------------------------------------------------------------------------------------------------- | --------------------------------------------------------- | --- | --- |
| ja   | Datei hochladen | Aufnahmsgebäude Schlierbach mit Toilettenhäuschen und Gütermagazin HERIS-ID: 23035 Objekt-ID: 19382 | In der Schwärz 17 Standort KG: Unterschlierbach           | Nach der Inbetriebnahme (2007) der Umfahrung Schlierbach, einer Begradigung der Bahn in diesem Bereich, wurden die Gleise zum alten Bahnhof entfernt. Vom ehemaligen Bahnhof Schlierbach sind noch das Aufnahmsgebäude, das Gütermagazin und das Toilettenhäuschen erhalten. | BDA-Hist.: Q37873965 Status: Bescheid Stand der BDA-Liste: 2025-06-30 Name: Aufnahmsgebäude Schlierbach mit Toilettenhäuschen und Gütermagazin GstNr.: .223, .243, .220 Bahnhof Schlierbach                                                                   |
| ja   | Datei hochladen | Anlage Zisterzienserstift Schlierbach HERIS-ID: 92223 Objekt-ID: 107128                             | Klosterstraße 1, u. a. Standort KG: Unterschlierbach      | Die Gebäude des Stiftes wurden zwischen 1672 und 1712 an Stelle der ehemaligen Burg neu errichtet. Die von der Pietro Francesco und Carlo Antonio Carlone geschaffene Kirche gilt als ein Hauptwerk des Barock in Österreich. | BDA-Hist.: Q2348646 Status: § 2a Stand der BDA-Liste: 2025-06-30 Name: Anlage Zisterzienserstift Schlierbach GstNr.: .51, .53, .54, .55, .56, .57, .58, .316, .318, 1/1, 1/2, 2, 3/2, 6, 10/1, 18, 19, 20, 21, 22, 1644/2, 1644/6, .48, 3/1 Stift Schlierbach |
| ja   | Datei hochladen | Volksschule, ehem. Hofrichterhaus HERIS-ID: 87543 Objekt-ID: 101962                                 | Stiftsstraße 3 Standort KG: Unterschlierbach              | Das Hofrichterhaus (Schlierbach Nr. 3) wurde unter Abt Nivard II. Dierer um das Jahr 1700 errichtet, Besitzer war das Stift Schlierbach. Dem Stift oblag wegen der Grundherrschaft die niedere Gerichtsbarkeit, des Weiteren war es Verwaltungs- und Steuerbehörde. Im Hofrichterhaus versahen Hofrichter, Grundbuchführer, Gerichtsdiener und bis zu drei Gerichtsschreiber ihren Dienst. 1851 wurde die neu gegründete politische Gemeinde Schlierbach Eigentümer und das Gebäude zur Volksschule. 1912 erfolgte ein großzügiger Umbau, die Liegenschaft erhielt mit dem roten Zementziegeldach ihr heutiges Aussehen. Der moderne Zubau zur Schule stammt aus der Zeit um 1960. | BDA-Hist.: Q37720276 Status: § 2a Stand der BDA-Liste: 2025-06-30 Name: Volksschule, ehem. Hofrichterhaus GstNr.: .50/1 |
| ja   | Datei hochladen | Frischaufen-Haus, Apotheker-Haus im Hoffeld HERIS-ID: 87544 Objekt-ID: 101963                       | Stiftsstraße 13 Standort KG: Unterschlierbach             | Das Apotheken-Haus im Hoffeld (Schlierbach Nr. 4) ist nach 1718, also zur Zeit von Abt Christian Stadler, entstanden. Das Haus war mit einer Gewerbeberechtigung für eine Apotheke ausgestattet. 1785 erwarb der Apotheker des Nachbarortes Kirchdorf an der Krems das Gebäude und die Ausstattung. Die Pharmazie siedelte nach Kirchdorf ab, die Liegenschaft blieb für Wohnzwecke bis 1826 im Besitz der Apothekerfamilie. 1912 erwarb die Gemeinde Schlierbach die Liegenschaft, es wurde als Wohnhaus und Ordination für den Gemeindearzt adaptiert. 1922 zog zusätzlich die Gemeindekanzlei ein, daher der weitere Vulgoname: „altes Gemeindeamt“.                            | BDA-Hist.: Q37720297 Status: § 2a Stand der BDA-Liste: 2025-06-30 Name: Frischaufen-Haus, Apotheker-Haus im Hoffeld GstNr.: .30 |
| ja   | Datei hochladen | Adelwanger-Haus im Hoffeld, Altes Betschwesternhaus HERIS-ID: 87546 Objekt-ID: 101965               | Stiftsstraße 15 Standort KG: Unterschlierbach             | Das Betschwestern- oder Doktorhaus mit der alten Hausnummer Schlierbach Nr. 5 wurde unter Abt Christian Stadler errichtet. 1739 wurde eine Stiftung für 4 Tertiarschwestern (Bruderschaft zu Ehren der hl. Anna) eingerichtet. Durch ein 1783 verkündetes Dekret von Kaiser Joseph II. kam es zur Auflösung aller Dritten Orden und dadurch zum Verkauf des Schwesternhauses an Privatpersonen. 1898 erwarb das Haus der Bahn- und Gemeindearzt, dem es als Wohnung und Ordination diente. Im Nachbarhaus Schlierbach Nr. 6 ließ er einen Pferdestall einrichten. Seit 1912 befindet sich das Gebäude im Besitz der Gemeinde Schlierbach.                                          | BDA-Hist.: Q37720320 Status: § 2a Stand der BDA-Liste: 2025-06-30 Name: Adelwanger-Haus im Hoffeld, Altes Betschwesternhaus GstNr.: .29/2 |
| ja   | Datei hochladen | Schloss/Landgut Dorff HERIS-ID: 38515 Objekt-ID: 38091                                              | Stiftsstraße 35 Standort KG: Unterschlierbach             | Das Schloss befindet sich ungefähr seit dem Jahre 1300 im Besitz der Familie Hayden zu Dorff. Es ist ein typischer kleiner Adelssitz der Spätgotik und war einige Zeit auch ein Wasserschloss der Renaissance mit barocken und historischen Elementen. 1996 wurde das Dach mit Schiefer erneuert und die Kaminköpfe saniert. Die Wassergräben sind leer und teilweise verfüllt. Das Schloss steht seit längerem leer und ist in seinem Bestand gefährdet. | BDA-Hist.: Q14540503 Status: Bescheid Stand der BDA-Liste: 2025-06-30 Name: Schloss/Landgut Dorff GstNr.: .21 Schloss Dorff |
| ja   | Datei hochladen | Bildstock, sog. Pestsäule HERIS-ID: 87550 Objekt-ID: 101969                                         | nördlich Weinbergstraße 18 Standort KG: Unterschlierbach  | Die Steinsäule mit Doppelkreuz befindet sich in Hausmanning. Ursprünglich war dieses Kleindenkmal mit Steinbildern ausgestattet, diese sind jedoch verlorengegangen. Ob es sich bei dem Bildstock um eine Pestsäule handelt, ist fraglich. | BDA-Hist.: Q37720344 Status: § 2a Stand der BDA-Liste: 2025-06-30 Name: Bildstock, sog. Pestsäule GstNr.: 1596/1 |
| ja   | Datei hochladen | Kalvarienbergkapelle mit Kreuzweg HERIS-ID: 87493 Objekt-ID: 101909                                 | Standort KG: Unterschlierbach                             | Die Kalvarienbergkapelle wurde in den Jahren 1833–1834 errichtet, 1835 konnte Stiftsadministrator Alan Burkhard die Weihe vornehmen. Der Türstock trägt die Initialen von Stephan Kroiss und Theresia Kroiss (18 ST K-T K 34), welche den Bau in die Wege leiteten. 1867 kam ein Kreuzweg mit Holzkreuzen und Blechbildern hinzu. Die Eindeckung der Kapelle mit neuen Eternitplatten geschah 1907. 1934 konnten die Holzkreuze durch Granitkreuze ersetzt werden. 1981 und 1990 erfolgte die Restaurierung von Kapelle und Kreuzweg. Eine seit 1868 jährlich an Mariä Heimsuchung abgehaltene Wallfahrt nach Altpernstein beginnt traditionsgemäß bei der Kalvarienbergkapelle.   | BDA-Hist.: Q37720012 Status: § 2a Stand der BDA-Liste: 2025-06-30 Name: Kalvarienbergkapelle mit Kreuzweg GstNr.: .66/2, 22, 1635/1, 1623/2, 1633/1 Kalvarienbergkapelle (Schlierbach)                                                                        |
| ja   | Datei hochladen | Kath. Filialkirche hl. Ubald HERIS-ID: 87499 Objekt-ID: 101916                                      | neben Dorfstraße Sautern 8 Standort KG: Mitterschlierbach | Eine erste urkundliche Erwähnung als Kapelle fand 1443 statt. Um 1720 wurde die Kapelle abgetragen und eine Kirche gebaut. Für das Fresko im Gewölbe zeichnete Johann Karl von Reslfeld verantwortlich. Nach dem Brand von 1924 erfolgte nochmals eine Restaurierung, auf Grund großer Mängel in der Bausubstanz wurde die Kirche jedoch 1958 abgerissen. Die Errichtung des heutigen Sakralbaues geschah ab 1959, er hat geringere Ausmaße als sein Vorgänger. Die Konsekration ist für 1961 dokumentiert. Die Filialkirche ist dem Heiligen Ubald von Gubbio geweiht. | BDA-Hist.: Q19971436 Status: § 2a Stand der BDA-Liste: 2025-06-30 Name: Kath. Filialkirche hl. Ubald GstNr.: .140 Filialkirche Heiliger Ubald (Schlierbach)                                                                                                   |